# Mogens Pedersøn
Mogens Pedersøn, także Pedersen, Magno Petreo (ur. około 1583 przypuszczalnie w Kopenhadze, zm. styczeń lub luty 1623 przypuszczalnie tamże) – duński kompozytor.

## Życiorys
Kształcił się pod kierunkiem Melchiora Borchgrevincka na dworze króla duńskiego Chrystiana IV. Dzięki mecenatowi królewskiemu wyjechał do Włoch, gdzie w latach 1599–1600 był uczniem Giovanniego Gabrielego. Ponownie przebywał we Włoszech w latach 1605–1609. W latach 1603–1605 i 1609–1611 był członkiem nadwornej kapeli króla Danii. W 1611 roku został wysłany przez monarchę do Anglii, gdzie był nadwornym muzykiem królowej Anny. W 1614 roku wrócił do Danii, w 1618 roku otrzymał stanowisko asystenta nadwornego kapelmistrza. Od 1621 roku był wikariuszem katedry w Roskilde.
Wydał dwie księgi 5-głosowych madrygałów (Wenecja 1608 i 1611) i dwa 3-głosowe madrigaletti (1619), a także dwie pawany na 5 viol. Był też autorem zbioru 5-głosowych pieśni Pratum spirituale (Kopenhaga 1620), będącego najstarszym zachowanym opracowaniem protestanckich utworów kościelnych do tekstu w języku duńskim. 